# USS Guadalcanal (CVE-60)
Авіаносець «Гуадалканал» (англ. USS Guadalcanal (CVE-60)) - ескортний авіаносець США часів Другої світової війни, типу «Касабланка».

## Історія створення
Авіаносець «Гуадалканал» був закладений 5 січня 1943 року на верфі Kaiser Shipyards у Ванкувері під ім'ям «Astrolabe Вау», але 3 квітня 1943 року перейменований на «Гуадалканал».  Спущений на воду 5 червня 1943 року, вступив у стрій 25 вересня 1943 року.

## Історія служби
Після вступу в стрій з листопада 1943 року по червень 1944 року авіаносець «Гуадалканал» діяв у складі пошуково-ударної групи в Атлантиці. Літаки з авіаносця потопили 3 німецькі підводні човни - U-544 (16 січня 1944 року), U-515 (9 квітня 1944 року, разом з надводними кораблями) та U-68 (10 квітня 1944 року). Ще один підводний човен, U-505, 4 червня 1944 року був пошкоджений літаком з «Гуадалканалу» і захоплений в полон кораблями супроводу. Захоплення U-505 з непошкодженими таблицями шифрів та секретними журналами мало величезне значення для розшифровки переговорів німецьких підводних човнів.
З грудня 1944 року «Гуадалканал» використовувався як навчальний авіаносець для підготовки льотчиків морської авіації.
15 липня 1946 року авіаносець був виведений в резерв. 12 червня 1955 року він був перекласифікований в допоміжний авіаносець  CVU-60.
27 травня 1958 року виключений зі списків флоту і наступного року проданий на злам.